# مانک ۱۱۰۹۱
سیارک ۱۱۰۹۱ (به انگلیسی: 11091 Thelonious، نامگذاری:1994DP) یازده هزار و نود و یکمین سیارک کشف شده‌است که در ۱۶ فوریه ۱۹۹۴ کشف شد.
قدر مطلق سیارک برابر ۱۴٫۴۰ است.